# Калашнікова Тетяна Василівна
Тетя́на Васи́лівна Кала́шникова (9 липня 1929 — 6 квітня 2005) — робітниця Лаїтурського радгоспу імені Кірова Махарадзевського району Грузинської РСР. Герой Соціалістичної Праці (1949).

## Нагороди
Указом Президії Верховної Ради СРСР від 5 липня 1949 року «за отримання високих врожаїв сортового зеленого чайного листя і цитрусових плодів при виконанні радгоспами плану здачі державі сільськогосподарських продуктів у 1948 році та забезпеченості насінням усіх культур в обсязі повної потреби для весняного сіву», Калашниковій Тетяні Василівні присвоєне звання Героя Соціалістичної Праці з врученням ордена Леніна і медалі «Серп і Молот».
Також нагороджена орденом Трудового Червоного Прапора (1950).